# 那腊底哈勃德
那腊底哈勃德（發音：[nəɹa̰ θìha̰pətḛ]，1238年—1287年），旧译那羅梯訶波帝，是緬甸蒲甘王朝的君主，1256年至1287年在位。那腊底哈勃德是前任國王烏茲那的兒子。

## 生平
烏茲那的長子梯伽都與首相耶娑梯犍不和，梯伽都曾吐蔞葉渣在耶娑梯犍的衣服上。1256年，烏茲那在狩獵中意外身亡，耶娑梯犍在與大臣的會議中拿出那件仍有污漬的衣服，告訴眾人梯伽都目無尊長，不適合為王。那腊底哈勃德因此得以嗣位，梯伽都則被逮捕處死。

### 統治

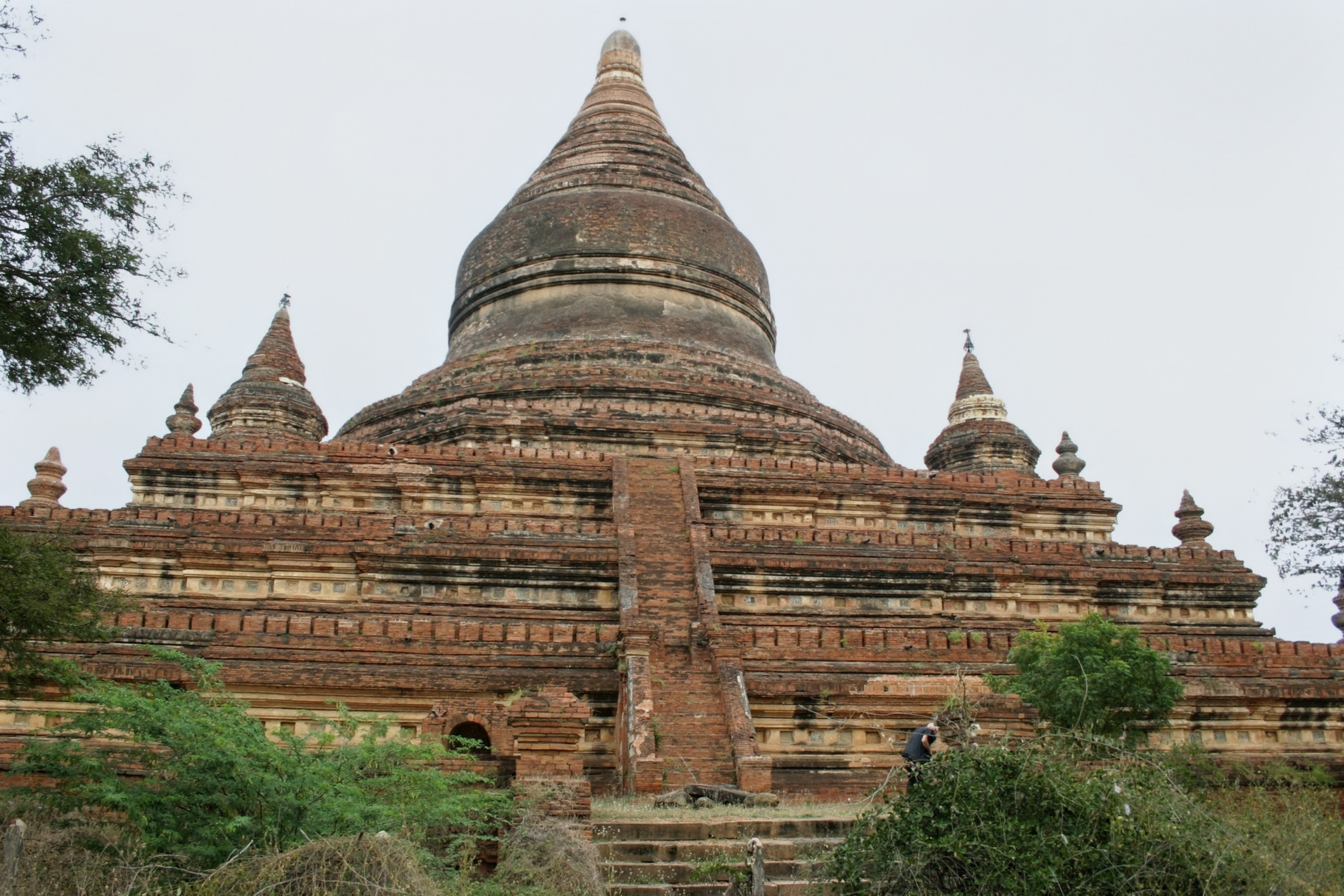
彌伽羅佛塔

1256年，那腊底哈勃德登基為王，隨即放逐了權臣耶娑梯犍。不久馬都八、阿臘干兩地叛亂，那腊底哈勃德召回了耶娑梯犍，命他率軍平定。戰爭結束後不久耶娑梯犍壽終於达拉。那腊底哈勃德不關注政治，在經濟上也無所作為，他將精力花在了建造佛寺之上，建了彌伽羅佛塔。彌伽羅佛塔費時六年，耗費了大量的人力物力，蒲甘百姓時有「塔成國滅」之嘆。

### 元緬戰爭

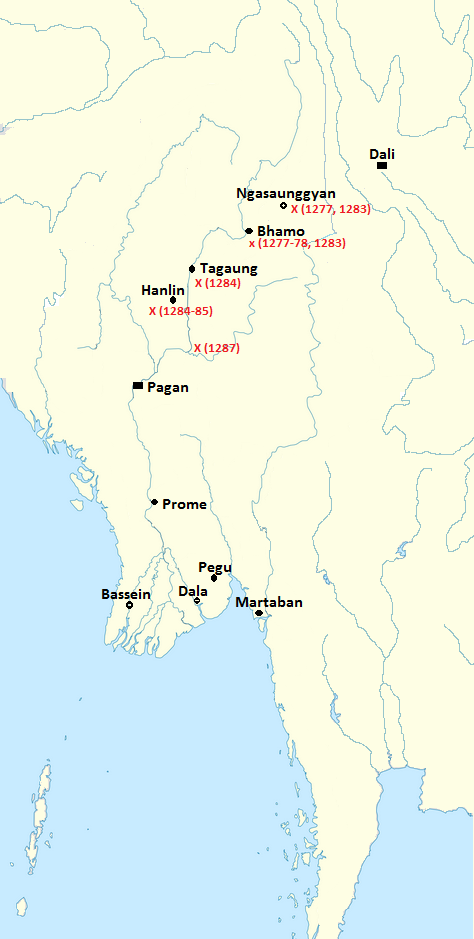
元緬戰爭

1271年，忽必烈遣使要求那腊底哈勃德歸順元朝。1272年，那腊底哈勃德派兵攻擊內附元朝的金齒部落，虜走頭目之父阿必。1273年，忽必烈再度遣使要求歸順，那腊底哈勃德怨使節無禮，不聽大臣的勸阻，斬殺了元使。
1277年4月，那腊底哈勃德以耶娑梯犍之子阿難多畢悉為將率軍攻打金齒千額總管阿禾，與元將忽都、信苴日、脫羅脫孩戰於牙嵩延，史稱牙嵩延之戰，緬軍大敗。10月，元將納速剌丁率軍劫掠了江心城（或稱江頭城）。1283年，元將相吾答兒、太卜、也罕的斤率軍攻佔江心城。
那腊底哈勃德驚惶失措，他拆除數百佛塔，修築蒲甘城防禦工事，繼而在1285年南逃到觉苏瓦鎮守的达拉，後又轉移至長子烏沙那鎮守的勃生，蒲甘王國境內叛亂四起。那羅梯訶波帝因其懦弱的表現而被冠以稱號德由披敏（Taruk-Pyay Min），意為「對蒙古軍怯戰逃跑的王」。1287年，那腊底哈勃德遣使至雲南乞降，元廷應允，派遣達魯花赤出使其國。那腊底哈勃德計劃先到卑謬召集軍隊，再北上回蒲甘城，然而在卑謬，那腊底哈勃德被鎮守此地的底哈都逼迫服毒而死。那羅梯訶波帝死後，元將也先帖木兒、張萬等人率軍攻破蒲甘，元緬戰事自此消停。一說元軍不曾攻至蒲甘，而是被撣族三兄弟阿散哥也、阿剌者僧加藍、僧哥速率軍擊退。